# 湯姆·麥克阿瑟
湯姆·麥克阿瑟（英語：Tom MacArthur；1960年10月16日—）是美国的一位政治人物，曾經擔任聯邦眾議員。

## 生平
自2015年開始，他是紐澤西州第3選舉區選出的美國眾議院議員。他的黨籍是共和黨。他曾經擔任紐澤西在蘭德福市市長。